# Skads
Skads is een plaats in de Deense regio Zuid-Denemarken, gemeente Esbjerg, en telt 423 inwoners (2007).
Skads ligt 1 km ten zuiden van de luchthaven van Esbjerg.
- Library of Congress Control Number: n81085452
- Nationale Bibliotheek van Israël: 987007550536805171
- Virtual International Authority File: 138385662